# مارغو ماتشيدا
مارغو ماتشيدا (بالإنجليزية: Margo Machida)‏ هي مؤرخة أمريكية، ولدت في 1950 في هاواي في الولايات المتحدة.